# Ivan 1. af Moskva
Ivan Kalita (russisk: Ива́н I Дани́лович Калита́, tr. Ivan 1. Danilovitj Kalita, dansk: ~ Ivan Pengesæk) (født 1288, død 31. marts 1340), fyrste af Moskva (1325-1340), storfyrste af Vladimir (1328-1340), søn af storfyrst Daniel af Moskva.
Efter Tver blev tabt til Litauen, blev Den Gyldne Hordes khan Uzbeg afhængig af Ivan som sin vigtigste russiske vasal. Ivan var mongolernes førende skatteindkræver og gjorde sig selv og Moskva meget rige ved at bibeholde sin loyalitet til Horden og fik øgenavnet Pengesæk el. Mangepenge. Han brugte noget af sin rigdom til at give lån til de omgivende russiske fyrstedømmer. Fyrstedømmerne blev derfor mere og mere gældsatte, et forhold der tillod Ivans efterfølgere at annektere dem. Ivans største succes var dog at overbevise khanen i Saraj om, at hans søn skulle efterfølge ham som storfyrste af Vladimir; fra da af tilhørte denne vigtige position næsten altid det regerende hus i Moskva.